# Montreuil (Eure y Loir)
Montreuil es una comuna y población de Francia, en la región de Centro, departamento de Eure y Loir, en el distrito de Dreux y cantón de Dreux-Ouest.
Su población en el censo de 1999 era de 490 habitantes.
Está integrada en la Communauté de communes les Villages du Drouais.

## Demografía
| 242 | 250 | 255 | 513 | 513 | 490 |
| Para los censos de 1962 a 1999 la población legal corresponde a la población sin duplicidades (Fuente: INSEE [Consultar]) |     |     |     |     |     |